# François Palóu
Pour les articles homonymes, voir Palóu.
François Palóu (en espagnol : Francisco Palóu) (Petra (Majorque), Majorque, Espagne, 1723 - Mexico, Nouvelle-Espagne, 1789) est un missionnaire espagnol franciscain explorateur et historien du XVIIIe siècle envoyé au Nouvelle-Espagne.

## Sa vie
Après son entrée chez les franciscains en 1739 il est au terme de sa formation de base destiné aux missions américaines. Il arrive en Nouvelle-Espagne en 1749. Il a comme compagnon de voyage Juníper Serra. Il est dans un premier temps envoyé comme missionnaire dans la région de Sierra Gorda puis dans l'actuel Texas à San Saba (Texas). Lorsque les jésuites sont expulsés des colonies espagnoles américaines en 1768 et doivent abandonner leurs missions, les franciscains sont envoyés pour les remplacer. François Palóu est alors affecté à la Mission San Francisco Javier de Viggé-Biaundó. L'année suivante, lorsque Juníper Serra part vers le nord pour fonder la nouvelle province missionnaire de Haute-Californie, c'est lui qui est désigné pour lui succéder à la tête des missions de Basse-Californie. Mais lorsqu'il est décidé que les dominicains reprennent toutes les missions franciscaines de Basse-Californie en 1773, il rejoint alors, comme la plupart des missionnaires de son ordre, la Haute-Californie. Il est d'abord assigné à la Mission San Diego de Alcalá puis à celle de San Carlos Borromeo de Carmelo. Par la suite il devient responsable de la Mission San Francisco de Asís. À la mort de Serra, il devient pour un temps responsable de l'ensemble des missions de Basse-Californie avant de retourner en 1785 à Mexico et de demeurer au Collège missionnaire de San Fernando de Mexico dont il est élu responsable jusqu'à sa mort. Il consacre les dernières années de sa vie à l'écriture, rédigeant entre autres la biographie de Juníper Serra et une compilation d'informations (Noticias) en quatre volumes sur les missions californiennes de 1767 à 1784.

## Explorateur de la baie de san Francisco
En 1774, François Palóu accompagne l'expédition exploratrice de la baie de San Francisco du capitaine Fernando Rivera y Moncada. L'histoire veut qu'il plante la croix du Christ sur une colline surplombant la baie qu'il nomma "Lobos" (loups). Le nom de Lobos Creek perdure encore. L'expédition retournant à Monterey via la route côtière il réfléchit alors à de nouvelles fondations missionnaires. C'est lui qui choisit l'emplacement de la future Mission Santa Cruz, mission finalement fondée par Fermín Lasuén, en 1791.
François Palóu participe encore à l'expédition Juan Bautista de Anza de 1776, expédition qui le conduisit à nouveau jusqu'à la baie de san Francisco. À cette occasion il pose lui-même les fondations de la Mission San Francisco de Asís (ou Mission Dolores).

## Ses écrits
- Palou, Francisco. 1926. Historical Memoirs of New California. Edited by Herbert E. Bolton. 4 vols. University of California Press, Berkeley.
- Palou, Francisco. 1955. Life of Fray Junípero Serra. Edited by Maynard J. Geiger. Academy of American Franciscan History, Washington, D.C.
- Palou, Francisco. 1994. Cartas desde la península de California (1768-1773). Edited by José Luis Soto Pérez. Editorial Porrúa, Mexico City.
- Palou, Francisco. Noticias de la Nueva California (Volume II). Translated by Miguel Venegas. California: University Microfilms Inc., 1966.